# Ляжинский сельсовет
Ляжинский сельсовет — упразднённая административная единица на территории Березинского района Минской области Республики Беларусь.

## Состав
Ляжинский сельсовет включал 13 населённых пунктов:
- Беличаны — деревня.
- Большие Логи — деревня.
- Боровино — деревня.
- Жеремец — деревня.
- Зеленый Гай — деревня.
- Калинино — деревня.
- Комиссарский Сад — деревня.
- Красный Дар — деревня.
- Купы — деревня.
- Ляжино — деревня.
- Малые Логи — деревня.
- Павловка — деревня.
- Погулянка — деревня.